# Catherine Spaak (album 1963)
Catherine Spaak è l'album discografico di debutto della cantante e attrice Catherine Spaak, pubblicato nel 1963 dalla Dischi Ricordi.

## Descrizione
Dopo aver recitato una piccola parte a soli 14 anni nel film Il buco di Jacques Becker, la Spaak ottiene grande successo in Italia nel 1960 con Dolci inganni di Alberto Lattuada che condizionerà i suoi ruoli successivi, incentrati sullo stereotipo di un'adolescente spregiudicata. Lo stesso personaggio, con opportune variazioni, si ritrova in molte pellicole che interpreta nella prima metà degli anni '60, come Diciottenni al sole, Il sorpasso, La noia, La calda vita, La parmigiana, La bugiarda e La voglia matta. 
Il successo è tale che la Dischi Ricordi le offre un contratto discografico con cui vengono pubblicati alcuni 45 giri, tra cui Mi fai paura (1964) (Alberto Testa-Iller Pattacini); alcuni (Quelli della mia età, cover di Tous les garçons et les filles di Françoise Hardy, Perdono, Prima di te, dopo di te, diventano successi da Hit parade, grazie anche alla promozione nei varietà televisivi del sabato sera del quale fu spesso ospite.
Nel 1964 viene pubblicato un album che raccoglie molti dei brani pubblicati, arrangiato dalle orchestre di Iller Pattaccini ed Ennio Morricone che vedono per i testi le firme di Calibi, Mogol, Gino Paoli e Luciano Beretta.

## Edizioni
L'album è stato pubblicato in Italia nel 1963 dall'etichetta Dischi Ricordi, con numero di catalogo MRL6034 in musicassetta ed LP ed è stato ristampato in CD solo per il mercato giapponese nel 1994 e nuovamente nel 2021. All'epoca della sua uscita ottenne una massiccia distribuzione all'estero, in paesi quali Argentina, Uruguay, Cile, Spagna e Stati Uniti (qui con il titolo The Catherine Spaak Album). Seppure non esista una release digitale dell'album, molte delle canzoni del disco sono state inserite in compilation, ad eccezione di quattro brani: L'eté dernier, Riapre la scuola, J'aime le matin e Ho scherzato con il cuore.

## Tracce
1. Mes amis, mes copains
2. Prima di te, dopo di te
3. L'eté dernier
4. Noi due
5. Riapre la scuola
6. Perdono
7. Quelli della mia età (Tous les garçons et les filles)
8. Tu ridi di me
9. J'aime le matin
10. Ho scherzato con il cuore (J'ai jeté mon coeur)
11. Quando ti vedo
12. Tu ed io